# Les Trois-Domaines
Les Trois-Domaines település Franciaországban, Meuse megyében. Lakosainak száma 121 fő (2022. január 1.). Les Trois-Domaines Beausite, Courcelles-sur-Aire, Heippes, Neuville-en-Verdunois és Rambluzin-et-Benoite-Vaux községekkel határos.

## Népesség
A település népességének változása:
| Lakosok száma | 86   | 116  | 119  | 116  | 133  | 130  | 124  | 123  | 123  | 121  |
|               | 1968 | 1982 | 1990 | 2006 | 2013 | 2015 | 2017 | 2019 | 2020 | 2022 |